# Tocoyena brevifolia
Tocoyena brevifolia är en måreväxtart som beskrevs av Julian Alfred Steyermark. Tocoyena brevifolia ingår i släktet Tocoyena och familjen måreväxter. Inga underarter finns listade i Catalogue of Life.